# مینبایف
مینبایف (به قزاقی: Mynbayevo) یک منطقهٔ مسکونی در قزاقستان است که در شهرستان جامبیل، آلماتی واقع شده‌است.